# Brahea aculeata
Brahea aculeata is een soort waaierpalm uit de palmenfamilie (Arecaceae). De soort is endemisch in het noordwesten van Mexico, waar hij voorkomt in de staten Durango, Sinaloa en Sonora. Hij komt voor in open bossen en groeit op rotsachtige bodems in zeer droge gebieden. De soort kan groeien tot op 600 meter hoogte. De soort staat op de Rode Lijst van de IUCN geklasseerd als 'kwetsbaar'.